# Histona deacetilasa 5

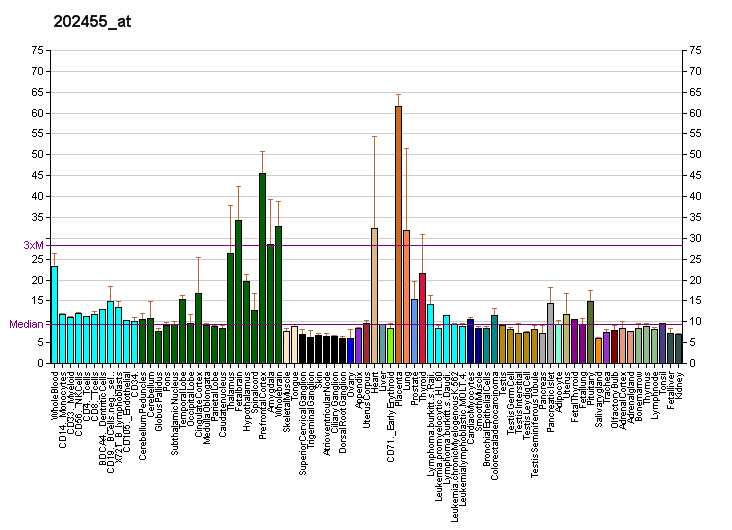
Patrón de expresión génica del gen HDAC5.

La histona deacetilasa 5 (HDAC5) es una enzima codificada en humanos por el gen hdac5.
Las histonas juegan un papel crucial en la regulación de la transcripción, en la progresión del ciclo celular y en procesos de desarrollo. La acetilación/desacetilación de histonas altera la estructura del cromosoma, variando así la accesibilidad de los factores de transcripción al ADN. La HDAC5 pertenece a la clase II dentro de la familia de histona deacetilasas. Posee actividad histona deacetilasa, reprimiendo la transcripción. Se ha observado que co-inmunoprecipita únicamente con miembros de la familia HDAC3, por lo que podría formar complejos multiproteicos. También interacciona las proteínas MEF2 (factor potenciador de miocitos), dando lugar a la represión de los genes dependientes de MEF2. El gen hdac5 parece estar asociado con el cáncer de colon. Se han descrito dos variantes transcripcionales que codifican dos isoformas de la enzima.

## Interacciones
La histona deacetilasa 5 ha demostrado ser capaz de interaccionar con:
- Dedo de zinc y dominio BTB de la proteína 16[4][5]
- BCL6[5]
- CBX5[6]
- YWHAQ[7]
- MEF2A[8]
- NCOR1[9][10]
- IKZF1[11]
- NCOR2[10]
- NRIP1[12]
- HDAC3[1][13][9][14]
- GATA1[15]